# RKC Waalwijk in het seizoen 2011/12
Het seizoen 2011/2012 van RKC Waalwijk was het 28ste jaar in het Nederlandse betaald voetbal voor de club uit Noord-Brabant. De club kwam voor de 21ste keer uit in de Eredivisie en nam deel aan het toernooi om de KNVB beker.
Onder leiding van trainer-coach Ruud Brood, bezig aan zijn derde seizoen in Waalwijk, eindigde RKC Waalwijk op de negende plaats in de eindrangschikking. In het bekertoernooi verloor de club uit Waalwijk in de kwartfinale van Heracles Almelo (3-0).

## Selectie
| No. | Naam                 | Nationaliteit | Positie      | Oude club        |
| --- | -------------------- | ------------- | ------------ | ---------------- |
| 1   | Jeroen Zoet          | Nederland     | doelman      | PSV Eindhoven    |
| 24  | Maik van den Kieboom | Nederland     | doelman      | eigen jeugd      |
| 22  | Arjan van Dijk       | Nederland     | doelman      | Excelsior        |
| 3   | Henrico Drost        | Nederland     | verdediger   | VVV-Venlo        |
| 5   | Ard van Peppen       | Nederland     | verdediger   | Excelsior        |
| 4   | Frank van Mosselveld | Nederland     | verdediger   | Willem II        |
| 18  | Guy Ramos            | Kaapverdië    | verdediger   | FC Dordrecht     |
| 2   | Sigourney Bandjar    | Suriname      | verdediger   | Excelsior        |
| 12  | Cuco Martina         | Curaçao       | verdediger   | RBC Roosendaal   |
| 7   | Roald van Hout       | Nederland     | middenvelder | eigen jeugd      |
| 8   | Aaron Meijers        | Nederland     | middenvelder | FC Volendam      |
| 16  | Jeff Stans           | Nederland     | middenvelder | eigen jeugd      |
| 21  | Karim Bridji         | Nederland     | middenvelder | Heracles Almelo  |
| 17  | Sander Duits         | Nederland     | middenvelder | Almere City FC   |
| 10  | Robert Braber        | Nederland     | middenvelder | FC Ingolstadt 04 |
| 6   | Adil Auassar         | Nederland     | middenvelder | Feyenoord        |
| 23  | Evander Sno          | Nederland     | middenvelder | Ajax             |
| 11  | Karim Fachtali       | Marokko       | aanvaller    | Almere City FC   |
| 15  | Furkan Alakmak       | Nederland     | aanvaller    | N.E.C.           |
| 19  | Mark Janssen         | Nederland     | aanvaller    | eigen jeugd      |
| 14  | Mitchell Schet       | Nederland     | aanvaller    | Feyenoord        |
| 9   | Rick ten Voorde      | Nederland     | aanvaller    | N.E.C.           |
| 20  | Geoffrey Castillion  | Nederland     | aanvaller    | Ajax             |

## Transfers

### Gekomen
| Naam                | Nationaliteit | Positie      | Oude club        |
| ------------------- | ------------- | ------------ | ---------------- |
| Furkan Alakmak      | Nederland     | aanvaller    | N.E.C.           |
| Jeroen Zoet         | Nederland     | doelman      | PSV Eindhoven    |
| Karim Fachtali      | Marokko       | aanvaller    | Almere City FC   |
| Cuco Martina        | Curaçao       | verdediger   | RBC Roosendaal   |
| Michele Meerburg    | Nederland     | verdediger   | RJO WillemII/RKC |
| Rick ten Voorde     | Nederland     | aanvaller    | N.E.C.           |
| Adil Auassar        | Nederland     | middenvelder | Feyenoord        |
| Evander Sno         | Nederland     | middenvelder | Ajax             |
| Geoffrey Castillion | Nederland     | aanvaller    | Ajax             |

### Vertrokken
| Naam            | Nationaliteit | Positie      | Nieuwe club                            |
| --------------- | ------------- | ------------ | -------------------------------------- |
| Derk Boerrigter | Nederland     | middenvelder | Ajax                                   |
| Donny de Groot  | Nederland     | aanvaller    | Willem II                              |
| Fred Benson     | Ghana         | aanvaller    | Lechia Gdańsk                          |
| Ohad Levita     | Israël        | keeper       | Hapoel Beër Sjeva                      |
| Hans Mulder     | Nederland     | middenvelder | Willem II                              |
| Toni Varela     | Kaapverdië    | middenvelder | Sparta Rotterdam                       |
| Paddy John      | Nederland     | aanvaller    | Via Fortuna Sittard naar VfL Osnabrück |

## Wedstrijdverslagen
|                       |                 | |              | |
| 2 juli 2011 14:30 uur | VV Kogelvangers | 0 – 13 | RKC Waalwijk | Stadion: Gemeentelijk Sportpark, Willemstad Toeschouwers: onbekend Scheidsrechter: onbekend Competitie: Vriendschappelijk |
| 2 juli 2011 14:30 uur |                 | 1' Braber 19' Braber 34' Braber 42' Braber 48' Bridji 56' Alakmak 58' Bridji 72' Alakmak 75' Scheelen 78' Scheelen 83' Bridji 85' Janssen 87' Alakmak |              | Stadion: Gemeentelijk Sportpark, Willemstad Toeschouwers: onbekend Scheidsrechter: onbekend Competitie: Vriendschappelijk |
| 2 juli 2011 14:30 uur |                 | |              | Stadion: Gemeentelijk Sportpark, Willemstad Toeschouwers: onbekend Scheidsrechter: onbekend Competitie: Vriendschappelijk |
| 2 juli 2011 14:30 uur |                 | |              | Stadion: Gemeentelijk Sportpark, Willemstad Toeschouwers: onbekend Scheidsrechter: onbekend Competitie: Vriendschappelijk |
|                       |                 | |              | |

|                       |        | |              | |
| 9 juli 2011 14:30 uur | VV RWB | 0 – 16 | RKC Waalwijk | Stadion: Sportpark De Gaard, Waalwijk Toeschouwers: 700 Scheidsrechter: Eric Braamhaar Competitie: Vriendschappelijk |
| 9 juli 2011 14:30 uur |        | 2' Janssen 7' Braber 10' Fachtali 11'Braber 18' Braber 25' Braber 31' Janssen 36' van Peppen 47' Meijers 51' Stans 53' Schet 61' Alakmak 70' Alakmak 74' Alakmak 76' Schet 78'Bandjar |              | Stadion: Sportpark De Gaard, Waalwijk Toeschouwers: 700 Scheidsrechter: Eric Braamhaar Competitie: Vriendschappelijk |
| 9 juli 2011 14:30 uur |        | |              | Stadion: Sportpark De Gaard, Waalwijk Toeschouwers: 700 Scheidsrechter: Eric Braamhaar Competitie: Vriendschappelijk |
| 9 juli 2011 14:30 uur |        | |              | Stadion: Sportpark De Gaard, Waalwijk Toeschouwers: 700 Scheidsrechter: Eric Braamhaar Competitie: Vriendschappelijk |
|                       |        | |              | |

|                        |              |       |                | |
| 12 juli 2011 19:30 uur | RKC Waalwijk | 1 – 1 | Excelsior '31  | Stadion: Sportcentrum Papendal, Arnhem Toeschouwers: 200 Scheidsrechter: Fikkert Competitie: Vriendschappelijk |
| 12 juli 2011 19:30 uur | Fachtali 64' |       | 85' Winkelhuis | Stadion: Sportcentrum Papendal, Arnhem Toeschouwers: 200 Scheidsrechter: Fikkert Competitie: Vriendschappelijk |
| 12 juli 2011 19:30 uur |              |       |                | Stadion: Sportcentrum Papendal, Arnhem Toeschouwers: 200 Scheidsrechter: Fikkert Competitie: Vriendschappelijk |
| 12 juli 2011 19:30 uur |              |       |                | Stadion: Sportcentrum Papendal, Arnhem Toeschouwers: 200 Scheidsrechter: Fikkert Competitie: Vriendschappelijk |
|                        |              |       |                | |

|                        |            |       |                            | |
| 15 juli 2011 19:30 uur | FC Lienden | 1 – 2 | RKC Waalwijk               | Stadion: Sportpark De Abdijhof, Lienden Toeschouwers: 800 Scheidsrechter: van der Weerd Competitie: Vriendschappelijk |
| 15 juli 2011 19:30 uur | Öztürk 86' |       | 75' Janssen 80'Stans Duits | Stadion: Sportpark De Abdijhof, Lienden Toeschouwers: 800 Scheidsrechter: van der Weerd Competitie: Vriendschappelijk |
| 15 juli 2011 19:30 uur |            |       |                            | Stadion: Sportpark De Abdijhof, Lienden Toeschouwers: 800 Scheidsrechter: van der Weerd Competitie: Vriendschappelijk |
| 15 juli 2011 19:30 uur |            |       |                            | Stadion: Sportpark De Abdijhof, Lienden Toeschouwers: 800 Scheidsrechter: van der Weerd Competitie: Vriendschappelijk |
|                        |            |       |                            | |

|                        |                           |       |                                                    | |
| 22 juli 2011 19:00 uur | FC Den Bosch              | 1 – 2 | RKC Waalwijk                                       | Stadion: PBO Opleidings- en Trainingscomplex, 's-Hertogenbosch Toeschouwers: 1.100 Scheidsrechter: van de Graaf Competitie: Vriendschappelijk |
| 22 juli 2011 19:00 uur | Rashid 86' Reniers Fortes |       | 14' Janssen 89'van Hout Braber Denissen van Peppen | Stadion: PBO Opleidings- en Trainingscomplex, 's-Hertogenbosch Toeschouwers: 1.100 Scheidsrechter: van de Graaf Competitie: Vriendschappelijk |
| 22 juli 2011 19:00 uur |                           |       |                                                    | Stadion: PBO Opleidings- en Trainingscomplex, 's-Hertogenbosch Toeschouwers: 1.100 Scheidsrechter: van de Graaf Competitie: Vriendschappelijk |
| 22 juli 2011 19:00 uur |                           |       |                                                    | Stadion: PBO Opleidings- en Trainingscomplex, 's-Hertogenbosch Toeschouwers: 1.100 Scheidsrechter: van de Graaf Competitie: Vriendschappelijk |
|                        |                           |       |                                                    | |

|                        |                      |       |                                        | |
| 26 juli 2011 15:30 uur | Helmond Sport        | 0 – 1 | RKC Waalwijk                           | Stadion: Lavans Stadion, Helmond Toeschouwers: 4.000 Scheidsrechter: Richard Martens Competitie: Vriendschappelijk |
| 26 juli 2011 15:30 uur | Stachnik Sengier 29' |       | 52' Bridji Sander Duits Ard van Peppen | Stadion: Lavans Stadion, Helmond Toeschouwers: 4.000 Scheidsrechter: Richard Martens Competitie: Vriendschappelijk |
| 26 juli 2011 15:30 uur |                      |       |                                        | Stadion: Lavans Stadion, Helmond Toeschouwers: 4.000 Scheidsrechter: Richard Martens Competitie: Vriendschappelijk |
| 26 juli 2011 15:30 uur |                      |       |                                        | Stadion: Lavans Stadion, Helmond Toeschouwers: 4.000 Scheidsrechter: Richard Martens Competitie: Vriendschappelijk |
|                        |                      |       |                                        | |

|                        |              |               |                  | |
| 29 juli 2011 19:00 uur | RKC Waalwijk | 0 – 2         | Sparta Rotterdam | Stadion: Sportpark De Klokkenberg, Loon op Zand Toeschouwers: onbekend Scheidsrechter: onbekend Competitie: Vriendschappelijk |
| 29 juli 2011 19:00 uur |              | John Schmeltz |                  | Stadion: Sportpark De Klokkenberg, Loon op Zand Toeschouwers: onbekend Scheidsrechter: onbekend Competitie: Vriendschappelijk |
| 29 juli 2011 19:00 uur |              |               |                  | Stadion: Sportpark De Klokkenberg, Loon op Zand Toeschouwers: onbekend Scheidsrechter: onbekend Competitie: Vriendschappelijk |
| 29 juli 2011 19:00 uur |              |               |                  | Stadion: Sportpark De Klokkenberg, Loon op Zand Toeschouwers: onbekend Scheidsrechter: onbekend Competitie: Vriendschappelijk |
|                        |              |               |                  | |

|                           |                                                     |       |                                                                            | |
| 6 augustus 2011 19:45 uur | RKC Waalwijk                                        | 2 – 2 | Heracles Almelo                                                            | Stadion: Mandemakers Stadion, Waalwijk Toeschouwers: 4.000 Scheidsrechter: Ed Janssen Competitie: Eredivisie |
| 6 augustus 2011 19:45 uur | van Peppen 14' Braber 40' Braber 86' ten Voorde 90' |       | 29' Vejinovic 31' Everton 53' Douglas 80' Plet 82' Plet 85' van der Linden | Stadion: Mandemakers Stadion, Waalwijk Toeschouwers: 4.000 Scheidsrechter: Ed Janssen Competitie: Eredivisie |
| 6 augustus 2011 19:45 uur |                                                     |       |                                                                            | Stadion: Mandemakers Stadion, Waalwijk Toeschouwers: 4.000 Scheidsrechter: Ed Janssen Competitie: Eredivisie |
| 6 augustus 2011 19:45 uur |                                                     |       |                                                                            | Stadion: Mandemakers Stadion, Waalwijk Toeschouwers: 4.000 Scheidsrechter: Ed Janssen Competitie: Eredivisie |
|                           |                                                     |       |                                                                            | |

|                        |                                                         |       |                                     | |
| 13 augustus 2011 19:45 | PSV Eindhoven                                           | 1 – 0 | RKC Waalwijk                        | Stadion: Philips Stadion, Eindhoven Toeschouwers: 32.700 Scheidsrechter: Kevin Blom Competitie: Eredivisie |
| 13 augustus 2011 19:45 | Mertens 14' Ojo 33' Manolev 61' Marcelo 68' Pieters 71' |       | 21' Duits 25' Auassar 89' Guy Ramos | Stadion: Philips Stadion, Eindhoven Toeschouwers: 32.700 Scheidsrechter: Kevin Blom Competitie: Eredivisie |
| 13 augustus 2011 19:45 |                                                         |       |                                     | Stadion: Philips Stadion, Eindhoven Toeschouwers: 32.700 Scheidsrechter: Kevin Blom Competitie: Eredivisie |
| 13 augustus 2011 19:45 |                                                         |       |                                     | Stadion: Philips Stadion, Eindhoven Toeschouwers: 32.700 Scheidsrechter: Kevin Blom Competitie: Eredivisie |
|                        |                                                         |       |                                     | |

|                        |                  |                                           |              | |
| 19 augustus 2011 20:00 | Roda JC Kerkrade | 0 – 2                                     | RKC Waalwijk | Stadion: Parkstad Limburg Stadion, Kerkrade Toeschouwers: 14.000 Scheidsrechter: Jack van Hulten Competitie: Eredivisie |
| 19 augustus 2011 20:00 |                  | 48' van Peppen 73' Bandjar 84' Castillion |              | Stadion: Parkstad Limburg Stadion, Kerkrade Toeschouwers: 14.000 Scheidsrechter: Jack van Hulten Competitie: Eredivisie |
| 19 augustus 2011 20:00 |                  |                                           |              | Stadion: Parkstad Limburg Stadion, Kerkrade Toeschouwers: 14.000 Scheidsrechter: Jack van Hulten Competitie: Eredivisie |
| 19 augustus 2011 20:00 |                  |                                           |              | Stadion: Parkstad Limburg Stadion, Kerkrade Toeschouwers: 14.000 Scheidsrechter: Jack van Hulten Competitie: Eredivisie |
|                        |                  |                                           |              | |

|                        |                                   |       |             | |
| 27 augustus 2011 18:45 | RKC Waalwijk                      | 2 – 1 | NAC Breda   | Stadion: Mandemakers Stadion, Waalwijk Toeschouwers: 6.000 Scheidsrechter: Pieter Vink Competitie: Eredivisie |
| 27 augustus 2011 18:45 | Sno 10' Guy Ramos 80' Auassar 87' |       | 90' Lurling | Stadion: Mandemakers Stadion, Waalwijk Toeschouwers: 6.000 Scheidsrechter: Pieter Vink Competitie: Eredivisie |
| 27 augustus 2011 18:45 |                                   |       |             | Stadion: Mandemakers Stadion, Waalwijk Toeschouwers: 6.000 Scheidsrechter: Pieter Vink Competitie: Eredivisie |
| 27 augustus 2011 18:45 |                                   |       |             | Stadion: Mandemakers Stadion, Waalwijk Toeschouwers: 6.000 Scheidsrechter: Pieter Vink Competitie: Eredivisie |
|                        |                                   |       |             | |

|                         |                            |       |                                        | |
| 10 september 2011 19:45 | ADO Den Haag               | 0 – 1 | RKC Waalwijk                           | Stadion: Kyocera Stadion, Den Haag Toeschouwers: 13.000 Scheidsrechter: Serdan Gözübüyük Competitie: Eredivisie |
| 10 september 2011 19:45 | Kum 7' Amni 53' Immers 61' |       | 39' ten Voorde 53' Guy Ramos 82' Duits | Stadion: Kyocera Stadion, Den Haag Toeschouwers: 13.000 Scheidsrechter: Serdan Gözübüyük Competitie: Eredivisie |
| 10 september 2011 19:45 |                            |       |                                        | Stadion: Kyocera Stadion, Den Haag Toeschouwers: 13.000 Scheidsrechter: Serdan Gözübüyük Competitie: Eredivisie |
| 10 september 2011 19:45 |                            |       |                                        | Stadion: Kyocera Stadion, Den Haag Toeschouwers: 13.000 Scheidsrechter: Serdan Gözübüyük Competitie: Eredivisie |
|                         |                            |       |                                        | |

|                         |                                          |       |                                                                       | |
| 18 september 2011 14:30 | RKC Waalwijk                             | 1 – 2 | AZ                                                                    | Stadion: Mandemakers Stadion, Waalwijk Toeschouwers: 5.500 Scheidsrechter: Richard Liesveld Competitie: Eredivisie |
| 18 september 2011 14:30 | Guy Ramos 9' Castillion 45+1' Immers 71' |       | 10' Elm 11' Elm 21' Marcellis 39' Wernbloom 65' Benschop 89' Alvarado | Stadion: Mandemakers Stadion, Waalwijk Toeschouwers: 5.500 Scheidsrechter: Richard Liesveld Competitie: Eredivisie |
| 18 september 2011 14:30 |                                          |       |                                                                       | Stadion: Mandemakers Stadion, Waalwijk Toeschouwers: 5.500 Scheidsrechter: Richard Liesveld Competitie: Eredivisie |
| 18 september 2011 14:30 |                                          |       |                                                                       | Stadion: Mandemakers Stadion, Waalwijk Toeschouwers: 5.500 Scheidsrechter: Richard Liesveld Competitie: Eredivisie |
|                         |                                          |       |                                                                       | |

|                         |                                     |       |                                    | |
| 21 september 2011 17:00 | FC Hilversum                        | 0 – 3 | RKC Waalwijk                       | Stadion: Sportpark Crailoo, Hilversum Toeschouwers: 700 Scheidsrechter: Heida Competitie: KNVB beker |
| 21 september 2011 17:00 | van de Pol Daalderop van der Meulen |       | 16' Auassar 26' Drost 74' van Hout | Stadion: Sportpark Crailoo, Hilversum Toeschouwers: 700 Scheidsrechter: Heida Competitie: KNVB beker |
| 21 september 2011 17:00 |                                     |       |                                    | Stadion: Sportpark Crailoo, Hilversum Toeschouwers: 700 Scheidsrechter: Heida Competitie: KNVB beker |
| 21 september 2011 17:00 |                                     |       |                                    | Stadion: Sportpark Crailoo, Hilversum Toeschouwers: 700 Scheidsrechter: Heida Competitie: KNVB beker |
|                         |                                     |       |                                    | |

|                         |                               |       |        | |
| 25 september 2011 14:30 | RKC Waalwijk                  | 2 – 0 | N.E.C. | Stadion: Mandemakers Stadion, Waalwijk Toeschouwers: 5.793 Scheidsrechter: Bas Nijhuis Competitie: Eredivisie |
| 25 september 2011 14:30 | Castillion 37' ten Voorde 77' |       |        | Stadion: Mandemakers Stadion, Waalwijk Toeschouwers: 5.793 Scheidsrechter: Bas Nijhuis Competitie: Eredivisie |
| 25 september 2011 14:30 |                               |       |        | Stadion: Mandemakers Stadion, Waalwijk Toeschouwers: 5.793 Scheidsrechter: Bas Nijhuis Competitie: Eredivisie |
| 25 september 2011 14:30 |                               |       |        | Stadion: Mandemakers Stadion, Waalwijk Toeschouwers: 5.793 Scheidsrechter: Bas Nijhuis Competitie: Eredivisie |
|                         |                               |       |        | |

|                      |                                                                                               |       |                                                   | |
| 1 oktober 2011 18:45 | FC Utrecht                                                                                    | 3 – 0 | RKC Waalwijk                                      | Stadion: Galgenwaard, Utrecht Toeschouwers: 19.000 Scheidsrechter: Tom van Sichem Competitie: Eredivisie |
| 1 oktober 2011 18:45 | Sneijder 16' Sneijder 27' Bulthuis 30' Demouge 36' Vorstermans 50' Mårtensson 63' Mulenga 80' |       | 14' Duits 34' Castillion 41' Castillion 45' Ramos | Stadion: Galgenwaard, Utrecht Toeschouwers: 19.000 Scheidsrechter: Tom van Sichem Competitie: Eredivisie |
| 1 oktober 2011 18:45 |                                                                                               |       |                                                   | Stadion: Galgenwaard, Utrecht Toeschouwers: 19.000 Scheidsrechter: Tom van Sichem Competitie: Eredivisie |
| 1 oktober 2011 18:45 |                                                                                               |       |                                                   | Stadion: Galgenwaard, Utrecht Toeschouwers: 19.000 Scheidsrechter: Tom van Sichem Competitie: Eredivisie |
|                      |                                                                                               |       |                                                   | |

|                |                         |       |               | |
| 6 oktober 2011 | RKC Waalwijk            | 2 – 1 | Helmond Sport | Stadion: Mandemakers Stadion, Waalwijk Toeschouwers: 150 Scheidsrechter: Allard Lindhout Competitie: Vriendschappelijk |
| 6 oktober 2011 | Fachtali 54' Braber 90' |       | 37' Koubali   | Stadion: Mandemakers Stadion, Waalwijk Toeschouwers: 150 Scheidsrechter: Allard Lindhout Competitie: Vriendschappelijk |
| 6 oktober 2011 |                         |       |               | Stadion: Mandemakers Stadion, Waalwijk Toeschouwers: 150 Scheidsrechter: Allard Lindhout Competitie: Vriendschappelijk |
| 6 oktober 2011 |                         |       |               | Stadion: Mandemakers Stadion, Waalwijk Toeschouwers: 150 Scheidsrechter: Allard Lindhout Competitie: Vriendschappelijk |
|                |                         |       |               | |

|                       |                                       |       |                                                     | |
| 15 oktober 2011 19:45 | RKC Waalwijk                          | 0 – 4 | FC Twente                                           | Stadion: Mandemakers Stadion, Waalwijk Toeschouwers: 7.082 Scheidsrechter: Jan Wegereef Competitie: Eredivisie |
| 15 oktober 2011 19:45 | Braber 46' Bandjar 51' van Peppen 65' |       | 43' Janko 51' Janko 59' Brama 72' Janko 74' de Jong | Stadion: Mandemakers Stadion, Waalwijk Toeschouwers: 7.082 Scheidsrechter: Jan Wegereef Competitie: Eredivisie |
| 15 oktober 2011 19:45 |                                       |       |                                                     | Stadion: Mandemakers Stadion, Waalwijk Toeschouwers: 7.082 Scheidsrechter: Jan Wegereef Competitie: Eredivisie |
| 15 oktober 2011 19:45 |                                       |       |                                                     | Stadion: Mandemakers Stadion, Waalwijk Toeschouwers: 7.082 Scheidsrechter: Jan Wegereef Competitie: Eredivisie |
|                       |                                       |       |                                                     | |

|                       |                                                  |       |              |                                                                                                   |
| 22 oktober 2011 18:45 | VVV-Venlo                                        | 4 – 1 | RKC Waalwijk | Stadion: De Koel, Venlo Toeschouwers: 7.500 Scheidsrechter: Jeroen Sanders Competitie: Eredivisie |
| 22 oktober 2011 18:45 | Yoshida 16' Wildschut 41' Nwofor 72' Linssen 78' |       | 65' Braber   | Stadion: De Koel, Venlo Toeschouwers: 7.500 Scheidsrechter: Jeroen Sanders Competitie: Eredivisie |
| 22 oktober 2011 18:45 |                                                  |       |              | Stadion: De Koel, Venlo Toeschouwers: 7.500 Scheidsrechter: Jeroen Sanders Competitie: Eredivisie |
| 22 oktober 2011 18:45 |                                                  |       |              | Stadion: De Koel, Venlo Toeschouwers: 7.500 Scheidsrechter: Jeroen Sanders Competitie: Eredivisie |
|                       |                                                  |       |              |                                                                                                   |

|                           |                            |       |                                   | |
| 25 oktober 2011 20:45 uur | FC Zwolle                  | 0 – 1 | RKC Waalwijk                      | Stadion: FC Zwolle Stadion, Zwolle Toeschouwers: 6911 Scheidsrechter: Serdan Gözübüyük Competitie: KNVB beker |
| 25 oktober 2011 20:45 uur | van Hintum 73' Lachman 81' |       | 19' Zoet 68' Auassar 83' van Hout | Stadion: FC Zwolle Stadion, Zwolle Toeschouwers: 6911 Scheidsrechter: Serdan Gözübüyük Competitie: KNVB beker |
| 25 oktober 2011 20:45 uur |                            |       |                                   | Stadion: FC Zwolle Stadion, Zwolle Toeschouwers: 6911 Scheidsrechter: Serdan Gözübüyük Competitie: KNVB beker |
| 25 oktober 2011 20:45 uur |                            |       |                                   | Stadion: FC Zwolle Stadion, Zwolle Toeschouwers: 6911 Scheidsrechter: Serdan Gözübüyük Competitie: KNVB beker |
|                           |                            |       |                                   | |

|                       |                                             |       |                                                      | |
| 29 oktober 2011 19:45 | Excelsior                                   | 1 – 0 | RKC Waalwijk                                         | Stadion: Stadion Woudestein, Rotterdam Toeschouwers: 3.000 Scheidsrechter: Ruud Bossen Competitie: Eredivisie |
| 29 oktober 2011 19:45 | van Peppen (eigen doelpunt) 17' Nieveld 53' |       | 33' van Peppen 38' Guy Ramos 64' Guy Ramos 80' Drost | Stadion: Stadion Woudestein, Rotterdam Toeschouwers: 3.000 Scheidsrechter: Ruud Bossen Competitie: Eredivisie |
| 29 oktober 2011 19:45 |                                             |       |                                                      | Stadion: Stadion Woudestein, Rotterdam Toeschouwers: 3.000 Scheidsrechter: Ruud Bossen Competitie: Eredivisie |
| 29 oktober 2011 19:45 |                                             |       |                                                      | Stadion: Stadion Woudestein, Rotterdam Toeschouwers: 3.000 Scheidsrechter: Ruud Bossen Competitie: Eredivisie |
|                       |                                             |       |                                                      | |

|                       |                                                   |       |               | |
| 5 november 2011 19:45 | RKC Waalwijk                                      | 1 – 1 | FC Groningen  | Stadion: Mandemakers Stadion, Waalwijk Toeschouwers: 6.000 Scheidsrechter: Maarten Ketting Competitie: Eredivisie |
| 5 november 2011 19:45 | Duits 17' Duits 42' Castillion 78' van Peppen 87' |       | 73' Andersson | Stadion: Mandemakers Stadion, Waalwijk Toeschouwers: 6.000 Scheidsrechter: Maarten Ketting Competitie: Eredivisie |
| 5 november 2011 19:45 |                                                   |       |               | Stadion: Mandemakers Stadion, Waalwijk Toeschouwers: 6.000 Scheidsrechter: Maarten Ketting Competitie: Eredivisie |
| 5 november 2011 19:45 |                                                   |       |               | Stadion: Mandemakers Stadion, Waalwijk Toeschouwers: 6.000 Scheidsrechter: Maarten Ketting Competitie: Eredivisie |
|                       |                                                   |       |               | |

|                        |                     |       |                                            | |
| 10 november 2011 14:30 | RKC Waalwijk        | 2 – 3 | FC Eindhoven                               | Stadion: Mandemakers Stadion, Waalwijk Toeschouwers: 200 Scheidsrechter: Allard Lindhout Competitie: Vriendschappelijk |
| 10 november 2011 14:30 | Sno 17' Auassar 22' |       | 37' Makiavala 53' van Son 86' van der Rijt | Stadion: Mandemakers Stadion, Waalwijk Toeschouwers: 200 Scheidsrechter: Allard Lindhout Competitie: Vriendschappelijk |
| 10 november 2011 14:30 |                     |       |                                            | Stadion: Mandemakers Stadion, Waalwijk Toeschouwers: 200 Scheidsrechter: Allard Lindhout Competitie: Vriendschappelijk |
| 10 november 2011 14:30 |                     |       |                                            | Stadion: Mandemakers Stadion, Waalwijk Toeschouwers: 200 Scheidsrechter: Allard Lindhout Competitie: Vriendschappelijk |
|                        |                     |       |                                            | |

|                        |               |       |                                    | |
| 19 november 2011 19:45 | sc Heerenveen | 1 – 1 | RKC Waalwijk                       | Stadion: Abe Lenstra Stadion, Heerenveen Toeschouwers: 25.000 Scheidsrechter: Björn Kuipers Competitie: Eredivisie |
| 19 november 2011 19:45 | Sibon 76'     |       | 12' Castillion 39' Bandjar 61' Sno | Stadion: Abe Lenstra Stadion, Heerenveen Toeschouwers: 25.000 Scheidsrechter: Björn Kuipers Competitie: Eredivisie |
| 19 november 2011 19:45 |               |       |                                    | Stadion: Abe Lenstra Stadion, Heerenveen Toeschouwers: 25.000 Scheidsrechter: Björn Kuipers Competitie: Eredivisie |
| 19 november 2011 19:45 |               |       |                                    | Stadion: Abe Lenstra Stadion, Heerenveen Toeschouwers: 25.000 Scheidsrechter: Björn Kuipers Competitie: Eredivisie |
|                        |               |       |                                    | |

|                        |                                                    |       |                                                            | |
| 27 november 2011 12:30 | RKC Waalwijk                                       | 1 – 2 | Feyenoord                                                  | Stadion: Mandemakers Stadion, Waalwijk Toeschouwers: 7.400 Scheidsrechter: Kevin Blom Competitie: Eredivisie |
| 27 november 2011 12:30 | ten Voorde 36' van Peppen 39' Duits 41' Braber 62' |       | 26' Bakkal 27' El Ahmadi 75' Nelom 76' Guidetti 83' Cabral | Stadion: Mandemakers Stadion, Waalwijk Toeschouwers: 7.400 Scheidsrechter: Kevin Blom Competitie: Eredivisie |
| 27 november 2011 12:30 |                                                    |       |                                                            | Stadion: Mandemakers Stadion, Waalwijk Toeschouwers: 7.400 Scheidsrechter: Kevin Blom Competitie: Eredivisie |
| 27 november 2011 12:30 |                                                    |       |                                                            | Stadion: Mandemakers Stadion, Waalwijk Toeschouwers: 7.400 Scheidsrechter: Kevin Blom Competitie: Eredivisie |
|                        |                                                    |       |                                                            | |

|                       |                                                        |       |                                                     | |
| 4 december 2011 14:30 | Vitesse                                                | 4 – 0 | RKC Waalwijk                                        | Stadion: GelreDome, Arnhem Toeschouwers: 15.067 Scheidsrechter: Serdar Gözübüyük Competitie: Eredivisie |
| 4 december 2011 14:30 | van der Heijden 9' Kazaishvili 21' Aborah 45' Bony 59' |       | 8' van Mosselveld 45' Martina 58' Drost 84' Bandjar | Stadion: GelreDome, Arnhem Toeschouwers: 15.067 Scheidsrechter: Serdar Gözübüyük Competitie: Eredivisie |
| 4 december 2011 14:30 |                                                        |       |                                                     | Stadion: GelreDome, Arnhem Toeschouwers: 15.067 Scheidsrechter: Serdar Gözübüyük Competitie: Eredivisie |
| 4 december 2011 14:30 |                                                        |       |                                                     | Stadion: GelreDome, Arnhem Toeschouwers: 15.067 Scheidsrechter: Serdar Gözübüyük Competitie: Eredivisie |
|                       |                                                        |       |                                                     | |

|                        |                                          |       |                                                                     | |
| 11 december 2011 14:30 | RKC Waalwijk                             | 0 – 1 | AFC Ajax                                                            | Stadion: Mandemakers Stadion, Waalwijk Toeschouwers: 7.508 Scheidsrechter: Jan Wegereef Competitie: Eredivisie |
| 11 december 2011 14:30 | Guy Ramos 40' Bandjar 64' van Peppen 87' |       | 28' Vertonghen 42' Guy Ramos (eigen doelpunt) 58' Drost 84' Bandjar | Stadion: Mandemakers Stadion, Waalwijk Toeschouwers: 7.508 Scheidsrechter: Jan Wegereef Competitie: Eredivisie |
| 11 december 2011 14:30 |                                          |       |                                                                     | Stadion: Mandemakers Stadion, Waalwijk Toeschouwers: 7.508 Scheidsrechter: Jan Wegereef Competitie: Eredivisie |
| 11 december 2011 14:30 |                                          |       |                                                                     | Stadion: Mandemakers Stadion, Waalwijk Toeschouwers: 7.508 Scheidsrechter: Jan Wegereef Competitie: Eredivisie |
|                        |                                          |       |                                                                     | |

|                        |                                             |       |                                                                                     | |
| 16 december 2011 20:00 | de Graafschap                               | 1 – 3 | RKC Waalwijk                                                                        | Stadion: de Vijverberg, Doetinchem Toeschouwers: 11.722 Scheidsrechter: Björn Kuipers Competitie: Eredivisie |
| 16 december 2011 20:00 | Meijer 13' de Leeuw 16' Poepon 68' Rose 88' |       | 38' van Mosselveld 45' Guy Ramos 65' van Peppen 75' Sno 87' Jansen (eigen doelpunt) | Stadion: de Vijverberg, Doetinchem Toeschouwers: 11.722 Scheidsrechter: Björn Kuipers Competitie: Eredivisie |
| 16 december 2011 20:00 |                                             |       |                                                                                     | Stadion: de Vijverberg, Doetinchem Toeschouwers: 11.722 Scheidsrechter: Björn Kuipers Competitie: Eredivisie |
| 16 december 2011 20:00 |                                             |       |                                                                                     | Stadion: de Vijverberg, Doetinchem Toeschouwers: 11.722 Scheidsrechter: Björn Kuipers Competitie: Eredivisie |
|                        |                                             |       |                                                                                     | |

|                        |                                                        |       |                                  | |
| 20 december 2011 18:45 | RKC Waalwijk                                           | 3 – 2 | Go Ahead Eagles                  | Stadion: Mandemakers Stadion, Waalwijk Toeschouwers: 2.689 Scheidsrechter: Jochem Kamphuis Competitie: KNVB beker |
| 20 december 2011 18:45 | ten Voorde 63' Castillion 79' Schet 83' van Peppen 87' |       | 22' Kolder 52' Kolder 54' Kolder | Stadion: Mandemakers Stadion, Waalwijk Toeschouwers: 2.689 Scheidsrechter: Jochem Kamphuis Competitie: KNVB beker |
| 20 december 2011 18:45 |                                                        |       |                                  | Stadion: Mandemakers Stadion, Waalwijk Toeschouwers: 2.689 Scheidsrechter: Jochem Kamphuis Competitie: KNVB beker |
| 20 december 2011 18:45 |                                                        |       |                                  | Stadion: Mandemakers Stadion, Waalwijk Toeschouwers: 2.689 Scheidsrechter: Jochem Kamphuis Competitie: KNVB beker |
|                        |                                                        |       |                                  | |

|                      |                                       |       |                  | |
| 8 januari 2012 15:00 | RKC Waalwijk                          | 3 – 1 | Bayer Leverkusen | Stadion: Cascade Resort Lagos, Lagos (Portugal) Toeschouwers: 75 Scheidsrechter: Gerrit Fikkert Competitie: Vriendschappelijk |
| 8 januari 2012 15:00 | Meijers 60' Fachtali 83' van Hout 90' |       | 43' Kießling     | Stadion: Cascade Resort Lagos, Lagos (Portugal) Toeschouwers: 75 Scheidsrechter: Gerrit Fikkert Competitie: Vriendschappelijk |
| 8 januari 2012 15:00 |                                       |       |                  | Stadion: Cascade Resort Lagos, Lagos (Portugal) Toeschouwers: 75 Scheidsrechter: Gerrit Fikkert Competitie: Vriendschappelijk |
| 8 januari 2012 15:00 |                                       |       |                  | Stadion: Cascade Resort Lagos, Lagos (Portugal) Toeschouwers: 75 Scheidsrechter: Gerrit Fikkert Competitie: Vriendschappelijk |
|                      |                                       |       |                  | |

|                       |                                                                                    |       |                                      | |
| 21 januari 2012 20:45 | FC Twente                                                                          | 5 – 0 | RKC Waalwijk                         | Stadion: De Grolsch Veste, Enschede Toeschouwers: 29.324 Scheidsrechter: Tom van Sichem Competitie: Eredivisie |
| 21 januari 2012 20:45 | Roseles 6' Brama 15' De Jong 26' Bajrami 35' De Jong 54' (pen) Chadli 65' John 81' |       | 27' Duits 32' Van Peppen 32' Auassar | Stadion: De Grolsch Veste, Enschede Toeschouwers: 29.324 Scheidsrechter: Tom van Sichem Competitie: Eredivisie |
| 21 januari 2012 20:45 |                                                                                    |       |                                      | Stadion: De Grolsch Veste, Enschede Toeschouwers: 29.324 Scheidsrechter: Tom van Sichem Competitie: Eredivisie |
| 21 januari 2012 20:45 |                                                                                    |       |                                      | Stadion: De Grolsch Veste, Enschede Toeschouwers: 29.324 Scheidsrechter: Tom van Sichem Competitie: Eredivisie |
|                       |                                                                                    |       |                                      | |

|                       |                                                                |       |                                        | |
| 29 januari 2012 14:30 | RKC Waalwijk                                                   | 4 – 0 | VVV-Venlo                              | Stadion: Mademakers stadion, Waalwijk Toeschouwers: 6.371 Scheidsrechter: Pieter Vink Competitie: Eredivisie |
| 29 januari 2012 14:30 | Sno 29' Van Mosselveld 31' Schet 59' Braber 80' Ten Voorde 90' |       | 6' Vorstermans 59' Nwofor 76' Berghuis | Stadion: Mademakers stadion, Waalwijk Toeschouwers: 6.371 Scheidsrechter: Pieter Vink Competitie: Eredivisie |
| 29 januari 2012 14:30 |                                                                |       |                                        | Stadion: Mademakers stadion, Waalwijk Toeschouwers: 6.371 Scheidsrechter: Pieter Vink Competitie: Eredivisie |
| 29 januari 2012 14:30 |                                                                |       |                                        | Stadion: Mademakers stadion, Waalwijk Toeschouwers: 6.371 Scheidsrechter: Pieter Vink Competitie: Eredivisie |
|                       |                                                                |       |                                        | |

|                       |                                                      |       |                                | |
| 1 februari 2012 18:45 | Heracles Almelo                                      | 3 – 0 | RKC Waalwijk                   | Stadion: Polmanstadion, Almelo Toeschouwers: 7.812 Scheidsrechter: Ruud Bossen Competitie: KNVB Beker |
| 1 februari 2012 18:45 | Armenteros 30' Quansah 35' Vejinovic 58' Quansah 69' |       | 62' Ten Voorde 69' Sno 73' Sno | Stadion: Polmanstadion, Almelo Toeschouwers: 7.812 Scheidsrechter: Ruud Bossen Competitie: KNVB Beker |
| 1 februari 2012 18:45 |                                                      |       |                                | Stadion: Polmanstadion, Almelo Toeschouwers: 7.812 Scheidsrechter: Ruud Bossen Competitie: KNVB Beker |
| 1 februari 2012 18:45 |                                                      |       |                                | Stadion: Polmanstadion, Almelo Toeschouwers: 7.812 Scheidsrechter: Ruud Bossen Competitie: KNVB Beker |
|                       |                                                      |       |                                | |

|                       |                       |       |                                                                         | |
| 5 februari 2012 16:30 | FC Groningen          | 0 – 3 | RKC Waalwijk                                                            | Stadion: Euroborg, Groningen Toeschouwers: 21.644 Scheidsrechter: Richard Liesveld Competitie: Eredivisie |
| 5 februari 2012 16:30 | Kappelhof 53' Suk 73' |       | 2' (pen) Ten Voorde 5' (e.d.) Andersson 24' Duits 59' Meijers 64' Ramos | Stadion: Euroborg, Groningen Toeschouwers: 21.644 Scheidsrechter: Richard Liesveld Competitie: Eredivisie |
| 5 februari 2012 16:30 |                       |       |                                                                         | Stadion: Euroborg, Groningen Toeschouwers: 21.644 Scheidsrechter: Richard Liesveld Competitie: Eredivisie |
| 5 februari 2012 16:30 |                       |       |                                                                         | Stadion: Euroborg, Groningen Toeschouwers: 21.644 Scheidsrechter: Richard Liesveld Competitie: Eredivisie |
|                       |                       |       |                                                                         | |

|                        |                    |       |                                                           | |
| 12 februari 2012 14:30 | RKC Waalwijk       | 0 – 1 | SC Heerenveen                                             | Stadion: Mademakers stadion, Waalwijk Toeschouwers: 6.020 Scheidsrechter: Dennis Higler Competitie: Eredivisie |
| 12 februari 2012 14:30 | Sno 29' Németh 54' |       | 25' Kruiswijk 31'Van La Parra 40' Van La Parra 69' Roorda | Stadion: Mademakers stadion, Waalwijk Toeschouwers: 6.020 Scheidsrechter: Dennis Higler Competitie: Eredivisie |
| 12 februari 2012 14:30 |                    |       |                                                           | Stadion: Mademakers stadion, Waalwijk Toeschouwers: 6.020 Scheidsrechter: Dennis Higler Competitie: Eredivisie |
| 12 februari 2012 14:30 |                    |       |                                                           | Stadion: Mademakers stadion, Waalwijk Toeschouwers: 6.020 Scheidsrechter: Dennis Higler Competitie: Eredivisie |
|                        |                    |       |                                                           | |

|                        |                                                               |       |                                 | |
| 18 februari 2012 18:45 | Feyenoord                                                     | 1 – 1 | RKC Waalwijk                    | Stadion: De Kuip, Rotterdam Toeschouwers: 44.500 Scheidsrechter: Danny Makkelie Competitie: Eredivisie |
| 18 februari 2012 18:45 | Leerdam 39' Guidetti 58' Bakkal 71' Guidetti 77' Guidetti 77' |       | 21' Duits 73' Németh 87' Braber | Stadion: De Kuip, Rotterdam Toeschouwers: 44.500 Scheidsrechter: Danny Makkelie Competitie: Eredivisie |
| 18 februari 2012 18:45 |                                                               |       |                                 | Stadion: De Kuip, Rotterdam Toeschouwers: 44.500 Scheidsrechter: Danny Makkelie Competitie: Eredivisie |
| 18 februari 2012 18:45 |                                                               |       |                                 | Stadion: De Kuip, Rotterdam Toeschouwers: 44.500 Scheidsrechter: Danny Makkelie Competitie: Eredivisie |
|                        |                                                               |       |                                 | |

|                        |                                      |       |          | |
| 24 februari 2012 20:00 | RKC Waalwijk                         | 1 – 0 | Vitesse  | Stadion: Mademaker stadion, Waalwijk Toeschouwers: 6.000 Scheidsrechter: Ed Janssen Competitie: Eredivisie |
| 24 februari 2012 20:00 | Németh 37' Ten Voorde 57' Braber 78' |       | 27' Hofs | Stadion: Mademaker stadion, Waalwijk Toeschouwers: 6.000 Scheidsrechter: Ed Janssen Competitie: Eredivisie |
| 24 februari 2012 20:00 |                                      |       |          | Stadion: Mademaker stadion, Waalwijk Toeschouwers: 6.000 Scheidsrechter: Ed Janssen Competitie: Eredivisie |
| 24 februari 2012 20:00 |                                      |       |          | Stadion: Mademaker stadion, Waalwijk Toeschouwers: 6.000 Scheidsrechter: Ed Janssen Competitie: Eredivisie |
|                        |                                      |       |          | |

|                    |                                    |       |             | |
| 3 maart 2012 19:45 | RKC Waalwijk                       | 1 – 0 | Excelsior   | Stadion: Mandemaker stadion, Waalwijk Toeschouwers: 6.686 Scheidsrechter: Kevin Blom Competitie: Eredivisie |
| 3 maart 2012 19:45 | Castillion 45' Ramos 75' Schet 85' |       | 90' Broerse | Stadion: Mandemaker stadion, Waalwijk Toeschouwers: 6.686 Scheidsrechter: Kevin Blom Competitie: Eredivisie |
| 3 maart 2012 19:45 |                                    |       |             | Stadion: Mandemaker stadion, Waalwijk Toeschouwers: 6.686 Scheidsrechter: Kevin Blom Competitie: Eredivisie |
| 3 maart 2012 19:45 |                                    |       |             | Stadion: Mandemaker stadion, Waalwijk Toeschouwers: 6.686 Scheidsrechter: Kevin Blom Competitie: Eredivisie |
|                    |                                    |       |             | |

|              |              |       |           |                                               |
| 6 maart 2012 | RKC Waalwijk | 0 – 0 | VV Dongen | Scheidsrechter: Competitie: Vriendschappelijk |
| 6 maart 2012 |              |       |           | Scheidsrechter: Competitie: Vriendschappelijk |
| 6 maart 2012 |              |       |           | Scheidsrechter: Competitie: Vriendschappelijk |
| 6 maart 2012 |              |       |           | Scheidsrechter: Competitie: Vriendschappelijk |
|              |              |       |           |                                               |

|                     |                                                      |       |              | |
| 11 maart 2012 14:30 | Ajax                                                 | 3 – 0 | RKC Waalwijk | Stadion: Amsterdam ArenA, Amsterdam Toeschouwers: 51.353 Scheidsrechter: Reinold Wiedemeijer Competitie: Eredivisie |
| 11 maart 2012 14:30 | Vertonghen 26' De Jong 54' Ebecilio 83' Ebecilio 89' |       | 52' Ramos    | Stadion: Amsterdam ArenA, Amsterdam Toeschouwers: 51.353 Scheidsrechter: Reinold Wiedemeijer Competitie: Eredivisie |
| 11 maart 2012 14:30 |                                                      |       |              | Stadion: Amsterdam ArenA, Amsterdam Toeschouwers: 51.353 Scheidsrechter: Reinold Wiedemeijer Competitie: Eredivisie |
| 11 maart 2012 14:30 |                                                      |       |              | Stadion: Amsterdam ArenA, Amsterdam Toeschouwers: 51.353 Scheidsrechter: Reinold Wiedemeijer Competitie: Eredivisie |
|                     |                                                      |       |              | |

|                     |              |       |               | |
| 17 maart 2012 18:45 | RKC Waalwijk | 1 – 0 | De Graafschap | Stadion: Mandemakers stadion, Waalwijk Toeschouwers: 6.417 Scheidsrechter: Serdar Gözübüyük Competitie: Eredivisie |
| 17 maart 2012 18:45 | Németh 78'   |       | 62' Saeijs    | Stadion: Mandemakers stadion, Waalwijk Toeschouwers: 6.417 Scheidsrechter: Serdar Gözübüyük Competitie: Eredivisie |
| 17 maart 2012 18:45 |              |       |               | Stadion: Mandemakers stadion, Waalwijk Toeschouwers: 6.417 Scheidsrechter: Serdar Gözübüyük Competitie: Eredivisie |
| 17 maart 2012 18:45 |              |       |               | Stadion: Mandemakers stadion, Waalwijk Toeschouwers: 6.417 Scheidsrechter: Serdar Gözübüyük Competitie: Eredivisie |
|                     |              |       |               | |

|                     |                 |       |              | |
| 25 maart 2012 12:30 | AZ              | 1 – 0 | RKC Waalwijk | Stadion: AFAS Stadion, Alkmaar Toeschouwers: 16.368 Scheidsrechter: Jack van Hulten Competitie: Eredivisie |
| 25 maart 2012 12:30 | Gudmundsson 49' |       |              | Stadion: AFAS Stadion, Alkmaar Toeschouwers: 16.368 Scheidsrechter: Jack van Hulten Competitie: Eredivisie |
| 25 maart 2012 12:30 |                 |       |              | Stadion: AFAS Stadion, Alkmaar Toeschouwers: 16.368 Scheidsrechter: Jack van Hulten Competitie: Eredivisie |
| 25 maart 2012 12:30 |                 |       |              | Stadion: AFAS Stadion, Alkmaar Toeschouwers: 16.368 Scheidsrechter: Jack van Hulten Competitie: Eredivisie |
|                     |                 |       |              | |

|                    |                                              |       |              | |
| 1 april 2012 14:30 | RKC Waalwijk                                 | 1 – 0 | ADO Den Haag | Stadion: Mandemakers stadion, Waalwijk Toeschouwers: 6.000 Scheidsrechter: Richard Liesveld Competitie: Eredivisie |
| 1 april 2012 14:30 | Németh 23' Castillion 77' Van Mosselveld 90' |       |              | Stadion: Mandemakers stadion, Waalwijk Toeschouwers: 6.000 Scheidsrechter: Richard Liesveld Competitie: Eredivisie |
| 1 april 2012 14:30 |                                              |       |              | Stadion: Mandemakers stadion, Waalwijk Toeschouwers: 6.000 Scheidsrechter: Richard Liesveld Competitie: Eredivisie |
| 1 april 2012 14:30 |                                              |       |              | Stadion: Mandemakers stadion, Waalwijk Toeschouwers: 6.000 Scheidsrechter: Richard Liesveld Competitie: Eredivisie |
|                    |                                              |       |              | |

|                     |                               |       |                            | |
| 11 april 2012 20:00 | RKC Waalwijk                  | 2 – 1 | PSV                        | Stadion: Mandemakers stadion, Waalwijk Toeschouwers: 6.000 Scheidsrechter: Jan Wegereef Competitie: Eredivisie |
| 11 april 2012 20:00 | Duits 34' Duits 55' Schet 57' |       | 86' Vennegoor of Hesselink | Stadion: Mandemakers stadion, Waalwijk Toeschouwers: 6.000 Scheidsrechter: Jan Wegereef Competitie: Eredivisie |
| 11 april 2012 20:00 |                               |       |                            | Stadion: Mandemakers stadion, Waalwijk Toeschouwers: 6.000 Scheidsrechter: Jan Wegereef Competitie: Eredivisie |
| 11 april 2012 20:00 |                               |       |                            | Stadion: Mandemakers stadion, Waalwijk Toeschouwers: 6.000 Scheidsrechter: Jan Wegereef Competitie: Eredivisie |
|                     |                               |       |                            | |

|                     |                 |       |                     | |
| 15 april 2012 16:30 | Heracles Almelo | 1 – 1 | RKC Waalwijk        | Stadion: Polmanstadion, Almelo Toeschouwers: 8.490 Scheidsrechter: Kevin Blom Competitie: Eredivisie |
| 15 april 2012 16:30 | Duarte 42'      |       | 38' Ramos 52' Stans | Stadion: Polmanstadion, Almelo Toeschouwers: 8.490 Scheidsrechter: Kevin Blom Competitie: Eredivisie |
| 15 april 2012 16:30 |                 |       |                     | Stadion: Polmanstadion, Almelo Toeschouwers: 8.490 Scheidsrechter: Kevin Blom Competitie: Eredivisie |
| 15 april 2012 16:30 |                 |       |                     | Stadion: Polmanstadion, Almelo Toeschouwers: 8.490 Scheidsrechter: Kevin Blom Competitie: Eredivisie |
|                     |                 |       |                     | |

|                     |                      |       |                                  | |
| 21 april 2012 19:45 | RKC Waalwijk         | 0 – 2 | FC Utrecht                       | Stadion: Mandemakers stadion, Waalwijk Toeschouwers: 7.091 Scheidsrechter: Dennis Higler Competitie: Eredivisie |
| 21 april 2012 19:45 | Duits 27' 59' Németh |       | 36' Sneijder 77' Schut 85'Gerndt | Stadion: Mandemakers stadion, Waalwijk Toeschouwers: 7.091 Scheidsrechter: Dennis Higler Competitie: Eredivisie |
| 21 april 2012 19:45 |                      |       |                                  | Stadion: Mandemakers stadion, Waalwijk Toeschouwers: 7.091 Scheidsrechter: Dennis Higler Competitie: Eredivisie |
| 21 april 2012 19:45 |                      |       |                                  | Stadion: Mandemakers stadion, Waalwijk Toeschouwers: 7.091 Scheidsrechter: Dennis Higler Competitie: Eredivisie |
|                     |                      |       |                                  | |

|                     |                                  |       |                                                  | |
| 29 april 2012 16:30 | N.E.C.                           | 1 – 1 | RKC Waalwijk                                     | Stadion: De Goffert, Nijmegen Toeschouwers: 12.480 Scheidsrechter: Serdar Gözübüyük Competitie: Eredivisie |
| 29 april 2012 16:30 | Platje 57' Foor 70' Nuytinck 87' |       | 38' Meijers 60' Ten Voorde 79' Stans 84' Alakmak | Stadion: De Goffert, Nijmegen Toeschouwers: 12.480 Scheidsrechter: Serdar Gözübüyük Competitie: Eredivisie |
| 29 april 2012 16:30 |                                  |       |                                                  | Stadion: De Goffert, Nijmegen Toeschouwers: 12.480 Scheidsrechter: Serdar Gözübüyük Competitie: Eredivisie |
| 29 april 2012 16:30 |                                  |       |                                                  | Stadion: De Goffert, Nijmegen Toeschouwers: 12.480 Scheidsrechter: Serdar Gözübüyük Competitie: Eredivisie |
|                     |                                  |       |                                                  | |

|                  |                                                |       |                      | |
| 2 mei 2012 20:00 | RKC Waalwijk                                   | 5 – 2 | Roda JC              | Stadion: Mandemakers stadion, Waalwijk Toeschouwers: 6.312 Scheidsrechter: Pieter Vink Competitie: Eredivisie |
| 2 mei 2012 20:00 | Sno 4' Ten Voorde 19' Meijers 39' (45) Sno 77' |       | 38' Junker 75' Malki | Stadion: Mandemakers stadion, Waalwijk Toeschouwers: 6.312 Scheidsrechter: Pieter Vink Competitie: Eredivisie |
| 2 mei 2012 20:00 |                                                |       |                      | Stadion: Mandemakers stadion, Waalwijk Toeschouwers: 6.312 Scheidsrechter: Pieter Vink Competitie: Eredivisie |
| 2 mei 2012 20:00 |                                                |       |                      | Stadion: Mandemakers stadion, Waalwijk Toeschouwers: 6.312 Scheidsrechter: Pieter Vink Competitie: Eredivisie |
|                  |                                                |       |                      | |

|                  |                                          |       |                                     | |
| 6 mei 2012 14:30 | NAC                                      | 3 – 2 | RKC Waalwijk                        | Stadion: Rat Verlegh Stadion, Breda Toeschouwers: 18.200 Scheidsrechter: Jack van Hulten Competitie: Eredivisie |
| 6 mei 2012 14:30 | Schalk 10' (pen) Bayram 59' Schilder 63' |       | 7' Ten Voorde 12' Drost 64' Meijers | Stadion: Rat Verlegh Stadion, Breda Toeschouwers: 18.200 Scheidsrechter: Jack van Hulten Competitie: Eredivisie |
| 6 mei 2012 14:30 |                                          |       |                                     | Stadion: Rat Verlegh Stadion, Breda Toeschouwers: 18.200 Scheidsrechter: Jack van Hulten Competitie: Eredivisie |
| 6 mei 2012 14:30 |                                          |       |                                     | Stadion: Rat Verlegh Stadion, Breda Toeschouwers: 18.200 Scheidsrechter: Jack van Hulten Competitie: Eredivisie |
|                  |                                          |       |                                     | |

## Statistieken
Legenda
| - W Wedstrijden - Doelpunt |  | - Gele kaart - 2× gele kaart in 1 wedstrijd |  | - Rode kaart |

| Nat.                | Spelersnaam          | Eredivisie | Eredivisie | Eredivisie | Eredivisie | Eredivisie |  | KNVB beker | KNVB beker | KNVB beker | KNVB beker | KNVB beker |  | Vriendschappelijk | Vriendschappelijk | Vriendschappelijk | Vriendschappelijk | Vriendschappelijk |  | Totaal | Totaal | Totaal | Totaal | Totaal |
| ------------------- | -------------------- | ---------- | ---------- | ---------- | ---------- | ---------- |  | ---------- | ---------- | ---------- | ---------- | ---------- |  | ----------------- | ----------------- | ----------------- | ----------------- | ----------------- |  | ------ | ------ | ------ | ------ | ------ |
| Nat.                | Spelersnaam          | W          |            |            |            |            |  | W          |            |            |            |            |  | W                 |                   |                   |                   |                   |  | W      |        |        |        |        |
| Doelverdediging     |                      |            |            |            |            |            |  |            |            |            |            |            |  |                   |                   |                   |                   |                   |  |        |        |        |        |        |
| Vlag van Nederland  | Jeroen Zoet          | 17         | 0          | 0          | 0          | 0          |  | 3          | 0          | 1          | 0          | 0          |  | 4                 | 0                 | 0                 | 0                 | 0                 |  | 24     | 0      | 1      | 0      | 0      |
| Vlag van Nederland  | Maik van den Kieboom | 0          | 0          | 0          | 0          | 0          |  | 0          | 0          | 0          | 0          | 0          |  | 5                 | 0                 | 0                 | 0                 | 0                 |  | 5      | 0      | 0      | 0      | 0      |
| Vlag van Nederland  | Arjan van Dijk       | 0          | 0          | 0          | 0          | 0          |  | 0          | 0          | 0          | 0          | 0          |  | 4                 | 0                 | 0                 | 0                 | 0                 |  | 4      | 0      | 0      | 0      | 0      |
| Verdediging         |                      |            |            |            |            |            |  |            |            |            |            |            |  |                   |                   |                   |                   |                   |  |        |        |        |        |        |
| Vlag van Nederland  | Henrico Drost        | 16         | 0          | 1          | 0          | 1          |  | 3          | 1          | 0          | 0          | 0          |  | 8                 | 0                 | 0                 | 0                 | 0                 |  | 27     | 1      | 1      | 0      | 1      |
| Vlag van Nederland  | Ard van Peppen       | 16         | 2          | 6          | 0          | 0          |  | 3          | 1          | 0          | 0          | 0          |  | 8                 | 1                 | 1                 | 1                 | 0                 |  | 27     | 5      | 6      | 1      | 0      |
| Vlag van Nederland  | Frank van Mosselveld | 7          | 1          | 1          | 0          | 0          |  | 1          | 0          | 0          | 0          | 0          |  | 5                 | 0                 | 0                 | 0                 | 0                 |  | 13     | 1      | 1      | 0      | 0      |
| Vlag van Kaapverdië | Guy Ramos            | 15         | 0          | 7          | 1          | 0          |  | 2          | 0          | 0          | 0          | 0          |  | 5                 | 0                 | 0                 | 0                 | 0                 |  | 22     | 0      | 7      | 1      | 0      |
| Vlag van Suriname   | Sigourney Bandjar    | 16         | 0          | 4          | 0          | 1          |  | 3          | 0          | 0          | 0          | 0          |  | 5                 | 1                 | 0                 | 0                 | 0                 |  | 24     | 1      | 4      | 0      | 1      |
| Vlag van Curaçao    | Cuco Martina         | 5          | 0          | 1          | 0          | 0          |  | 0          | 0          | 0          | 0          | 0          |  | 7                 | 0                 | 0                 | 0                 | 0                 |  | 12     | 0      | 1      | 0      | 0      |
| Middenveld          |                      |            |            |            |            |            |  |            |            |            |            |            |  |                   |                   |                   |                   |                   |  |        |        |        |        |        |
| Vlag van Nederland  | Roald van Hout       | 12         | 0          | 0          | 0          | 0          |  | 3          | 2          | 1          | 0          | 0          |  | 8                 | 2                 | 0                 | 0                 | 0                 |  | 23     | 4      | 1      | 0      | 0      |
| Vlag van Nederland  | Aaron Meijers        | 15         | 0          | 0          | 0          | 0          |  | 3          | 0          | 0          | 0          | 0          |  | 7                 | 2                 | 0                 | 0                 | 0                 |  | 25     | 2      | 0      | 0      | 0      |
| Vlag van Nederland  | Jeff Stans           | 1          | 0          | 0          | 0          | 0          |  | 0          | 0          | 0          | 0          | 0          |  | 8                 | 2                 | 0                 | 0                 | 0                 |  | 9      | 2      | 0      | 0      | 0      |
| Vlag van Nederland  | Karim Bridji         | 3          | 0          | 0          | 0          | 0          |  | 1          | 0          | 0          | 0          | 0          |  | 7                 | 4                 | 0                 | 0                 | 0                 |  | 11     | 4      | 0      | 0      | 0      |
| Vlag van Nederland  | Sander Duits         | 15         | 1          | 5          | 0          | 0          |  | 2          | 0          | 0          | 0          | 0          |  | 7                 | 0                 | 2                 | 0                 | 0                 |  | 24     | 1      | 7      | 0      | 0      |
| Vlag van Nederland  | Robert Braber        | 16         | 2          | 2          | 0          | 1          |  | 3          | 0          | 0          | 0          | 0          |  | 8                 | 10                | 1                 | 0                 | 0                 |  | 27     | 12     | 3      | 0      | 1      |
| Vlag van Nederland  | Adil Auassar         | 14         | 1          | 1          | 0          | 0          |  | 3          | 1          | 1          | 0          | 0          |  | 2                 | 1                 | 0                 | 0                 | 0                 |  | 19     | 3      | 2      | 0      | 0      |
| Vlag van Nederland  | Evander Sno          | 15         | 1          | 2          | 0          | 0          |  | 3          | 0          | 0          | 0          | 0          |  | 2                 | 1                 | 0                 | 0                 | 0                 |  | 20     | 2      | 2      | 0      | 0      |
| Aanval              |                      |            |            |            |            |            |  |            |            |            |            |            |  |                   |                   |                   |                   |                   |  |        |        |        |        |        |
| Vlag van Marokko    | Karim Fachtali       | 5          | 0          | 0          | 0          | 0          |  | 1          | 0          | 0          | 0          | 0          |  | 9                 | 4                 | 0                 | 0                 | 0                 |  | 15     | 4      | 0      | 0      | 0      |
| Vlag van Nederland  | Furkan Alakmak       | 5          | 0          | 0          | 0          | 0          |  | 0          | 0          | 0          | 0          | 0          |  | 6                 | 6                 | 0                 | 0                 | 0                 |  | 11     | 6      | 0      | 0      | 0      |
| Vlag van Nederland  | Mark Janssen         | 2          | 0          | 0          | 0          | 0          |  | 0          | 0          | 0          | 0          | 0          |  | 8                 | 4                 | 0                 | 0                 | 0                 |  | 10     | 4      | 0      | 0      | 0      |
| Vlag van Nederland  | Mitchell Schet       | 1          | 0          | 0          | 0          | 0          |  | 1          | 1          | 0          | 0          | 0          |  | 5                 | 2                 | 0                 | 0                 | 0                 |  | 7      | 3      | 0      | 0      | 0      |
| Vlag van Nederland  | Rick ten Voorde      | 17         | 4          | 0          | 0          | 0          |  | 3          | 0          | 0          | 0          | 1          |  | 2                 | 0                 | 0                 | 0                 | 0                 |  | 21     | 4      | 0      | 0      | 1      |
| Vlag van Nederland  | Geoffrey Castillion  | 16         | 4          | 2          | 1          | 0          |  | 3          | 1          | 0          | 0          | 0          |  | 1                 | 0                 | 0                 | 0                 | 0                 |  | 20     | 5      | 2      | 1      | 0      |
| Nat.                | Spelersnaam          | W          |            |            |            |            |  | W          |            |            |            |            |  | W                 |                   |                   |                   |                   |  | W      |        |        |        |        |
| Nat.                | Spelersnaam          | Eredivisie | Eredivisie | Eredivisie | Eredivisie | Eredivisie |  | KNVB beker | KNVB beker | KNVB beker | KNVB beker | KNVB beker |  | Vriendschappelijk | Vriendschappelijk | Vriendschappelijk | Vriendschappelijk | Vriendschappelijk |  | Totaal | Totaal | Totaal | Totaal | Totaal |

Bijgewerkt t/m 9 januari 2012

## Teamstatistieken
|                         | Vriendschappelijk | KNVB beker | Eredivisie | Totaal    |
| ----------------------- | ----------------- | ---------- | ---------- | --------- |
| Wedstrijden             | 10 van 10         | 3 van 4    | 17 van 34  | 30 van 48 |
| Gewonnen                | 7 van 10          | 3 van 4    | 5 van 34   | 15 van 48 |
| Gelijk                  | 1 van 10          | nvt        | 3 van 34   | 4 van 48  |
| Verloren                | 2 van 10          | 0 van 4    | 9 van 34   | 11 van 48 |
| Gele kaarten            | 4                 | 3          | 32         | 39        |
| Rode kaarten            | 0                 | 1          | 3          | 4         |
| 2 × geel in 1 wedstrijd | 1                 | 0          | 2          | 3         |
| Doelpunten voor         | 42                | 7          | 17         | 66        |
| Doelpunten tegen        | 10                | 2          | 28         | 40        |
| Doelsaldo               | +32               | +5         | −11        | +26       |
| De nul gehouden         | 3                 | 2          | 3          | 8         |

Bijgewerkt t/m 9 januari 2012
ADO Den Haag ·
Ajax ·
AZ ·
Excelsior ·
Feyenoord ·
De Graafschap ·
FC Groningen ·
sc Heerenveen ·
Heracles Almelo ·
NAC Breda ·
N.E.C. ·
PSV ·
RKC Waalwijk ·
Roda JC Kerkrade ·
FC Twente ·
FC Utrecht ·
Vitesse ·
VVV-Venlo